# Іванцево (Білохолуницький район)
Іва́нцево (рос. Иванцево) — село у складі Білохолуницького району Кіровської області, Росія. Входить до складу Поломського сільського поселення.
Населення поселення становить 270 осіб (2010, 490 у 2002).
Національний склад станом на 2002 рік — росіяни 98 %.